# 83式152毫米自行加榴炮
83式152毫米自行加榴炮是中国人民解放军装备的第一代履带式大口径自行火炮，主要武器为一门改进版66式152毫米加榴炮，配以履带式装甲车底盘。1984年中华人民共和国35周年国庆阅兵时首次公开展示，引起广泛关注。由于采用的火炮技术已经落伍，其生产并未持续太长时间。

## 历史
该炮于1970年代末期开始研制，是由674厂设计的一款自行加榴炮，于1980年2月完成首辆原型车，根据工厂试验中的问题进行改进设计，样车在1981年完工。1981年至1982年底进行定型试验，于1983年设计定型，并被命名为“83式152毫米自行加榴炮”。1983年5月开始批量生产，制造所涉及工厂包括的5318厂（火炮），127厂（半自动装弹），298厂（瞄准），754厂和843厂。在1990年结束生产时，前后共生产了仅78辆。

## 设计
由于采用同类火炮，因此83式自行火炮的设计常与苏联製2S3自行火炮联系在一起，也有人认为它参考了美制M109自行火炮的设计特点。该车采用修改后的66式加榴炮（苏製D20型加农榴弹炮的仿制改进型）和321型履带式中型底盘组合，是第一款符合现代化要求的并服役于解放军的自行火炮。配装专用弹药车跟随炮车机动。
与美国M109榴弹炮采用铝合金材料不同，该自行火炮主要是装甲钢板焊接生产。车体行走系统每侧有六个负重轮，三个小托带轮，主动轮前置。车体前部右侧是动力传动室，左侧是驾驶室；车体后部是战斗室以及通过座圈与车体相连的全封闭式回转炮塔。车体后部开有后门，以便从车外补充弹药。发动机是520马力（382千瓦）WR4B-12V150LB四冲程，水冷柴油发动机。
炮塔装有1门经改进的66式152毫米加榴炮。驻退机和复进机移到炮身下方，炮口处装有炮口制退器，火炮身管中部有抽气装置。俯仰范围是0-62°，发射常规弹药射程17公里，使用增程弹能延伸到21.5公里。主要使用与66式加榴炮相同的杀伤爆破榴弹，后期配备了类似于“红土地”的激光制导炮弹。急速射速为每分钟5发。装载分装式弹药30发。为减轻乘员作业强度并提高火炮射速，采用半自动装填，即人工装填弹丸、自动装填药筒。该炮既可间瞄射击，也可直瞄射击。辅助武器为一挺12.7毫米高射机枪和69式40毫米火箭筒。
该炮主要配备师级直属炮兵团（每团有三个营，一个营配备18辆火炮）。由于采用的66式火炮技术已显老旧，在生产期间，中国已经开始研制新的自行火炮系统，如：PLZ-45自行加榴炮（主要是国际市场）和83式的继任者PLZ-05自行加榴炮。

## 内部链接
- M109自走砲
- PLZ-45自行加榴炮
- PLZ-05自行加榴炮